# François Bruys
François Bruys (* 7. Februar 1708 in Serrières (Saône-et-Loire); † 20. Mai 1738 in Dijon) war ein französischer Papsthistoriker und Schriftsteller.
Er wurde in einer römisch-katholischen Familie geboren; später wurde er Protestant. Seine Histoire des papes wurde gelegentlich anonym, gelegentlich unter seinem Namen gedruckt. Er verwendete auch Pseudonyme. Der kaiserliche Bibliothekar A. A. Barbier schrieb über Bruys’ Papstgeschichte, es sei „ein erbärmliches Buch, die Frucht des Enthusiasmus und der Wut eines jungen Mannes.“ Weiters sah er darin „eine unverdauliche Sammlung der satirischsten Dinge, die je gegen die Führer der römischen Kirche geschrieben wurden. Der inkorrekte, nicht zusammenhängende und kriecherische Stil wird nur noch durch eine grobe Sprache verstärkt, die dem protestantischen Pöbel nur gefallen konnte.“
Nach seiner Konversion zog François Bruys in die Niederlande und begann eine literarische Karriere. Er veröffentlichte Kritiken über Jacques Saurin, einen anderen Konvertiten, der Priester gewesen war und dann Pfarrer der Reformierten Kirche Frankreichs wurde.
In seinem Buch Über die Kunst, Frauen zu kennen, „spießt Francois Bruys triumphierend das eklatante Versagen von Make-up auf, Alter und Hässlichkeit bei Frauen zu verbergen“.
Von der römisch-katholischen Glaubenskongregation wurden die Histoire des papes 1750 und die Art de connoitre les femmes 1826 auf den Index gesetzt.

## Werke
- Histoire des papes. La Haye 1732–1734. Fünf Bände.
- François Bruys: Mémoires Historiques, Critiques et Littéraires; Avec la Vie de L’Auteur et un Catalogue Raisonné de ses Ouvrages. 1751 (Digitalisat auf Gallica).
- François Bruys: L’art de connoitre les femmes, avec une dissertation sur l’adultere. Jaques van den Kieboom, La Haye 1730 (Digitalisat auf Gallica).
- The Art of Knowing Women. Zweite englische Auflage, E. Curll and T. Payne, 1732.